# Iglesia de Santa Bride
La Iglesia de Santa Bride es una antigua iglesia de la City de Londres, en Fleet Street. Fue reconstruida después del Gran incendio de Londres de 1666, en estilo barroco, diseñada por el arquitecto Christopher Wren en 1672. 
Esta iglesia está dedicada a St Bride (Santa Brígida) una santa irlandesa del siglo V. Su torre de 69 metros de altura (1701-1703) es la segunda más alta de todas las de las iglesias de la capital londinense lo que la convierte en una vista distintiva en el horizonte de la ciudad siendo claramente visible desde varios lugares. 
Desde el siglo XVI, el distrito en el que se ubica se ha asociado en particular con la imprenta y recientemente con los diarios por lo que St Bride es conocida también como la iglesia de los periodistas. La noche del 29 de diciembre de 1940, durante la Segunda Guerra Mundial, el templo se vio afectado por un gran bombardeo de la Luftwaffe y la techumbre y el interior de su nave quedó completamente destruido. La iglesia de St Bride que se puede ver hoy es una reconstrucción.
Una consecuencia afortunada e involuntaria del bombardeo fue la excavación de los cimientos sajones originales del siglo VI. Hoy, la cripta conocida como Museum of Fleet Street está abierta al público y contiene una serie de reliquias antiguas, incluidas monedas romanas y vidrieras medievales.
En enero de 1950 la iglesia se convirtió en Monumento clasificado de Grado I. En 1953, comenzaron los trabajos de reconstrucción y la iglesia bellamente restaurada fue reabierta en presencia de la reina Isabel II en diciembre de 1957.
En 2003 la iglesia fue utilizada como localización de un videoclip del grupo coral Libera.

## Enlaces externos

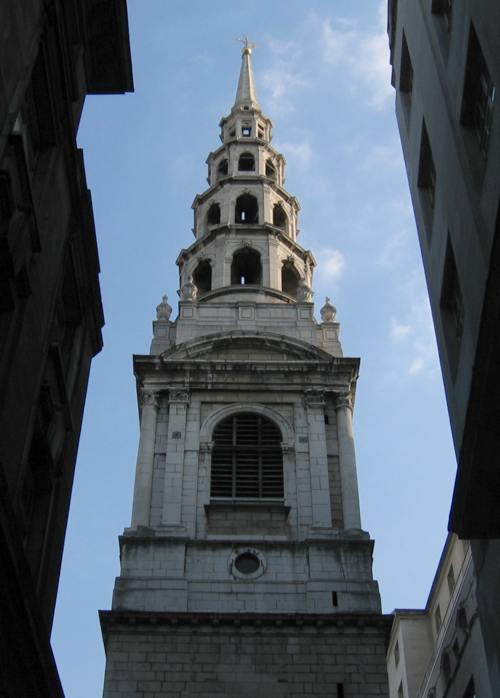
Exterior de St. Bride's Church desde Fleet Street.